# Педрола
Педрола (ісп. Pedrola) — муніципалітет в Іспанії, у складі автономної спільноти Арагон, у провінції Сарагоса. Населення — 3721 особа (2010).
Муніципалітет розташований на відстані близько 260 км на північний схід від Мадрида, 31 км на північний захід від Сарагоси.

## Демографія
Динаміка населення (INE ):